# Aleksandr Petrovič Bazilevskij
Aleksandr Petrovič Bazilevskij, noto anche come Alexandre Basilewsky (in russo Александр Петрович Базилевский?; Ucraina, 1829 – Parigi, 1899), è stato un diplomatico e collezionista d'arte russo.

## Biografia
Nato in Ucraina da una nobile famiglia di proprietari terrieri e ufficiali dell'esercito russo, varie leggende narrano l'origine della ricchezza dei suoi antenati. Avviato dal padre Pëtr Andreevič agli studi diplomatici, frequenta con profitto l'Università di  Mosca e viene presto assunto nella cancelleria di Stato .
Divenuto funzionario del ministero degli affari esteri nel 1860, è assegnato all'ambasciata russa di Vienna, dove si trasferisce con la moglie Ol'ga Bachmetevaja. Vari incarichi nell'amata Firenze gli permettono quindi di seguire, con grande interesse e coinvolgimento, le vicende politiche che seguono l'allontanamento del granduca Leopoldo II e la nascita della nuova nazione. In visita a Torino (all'Armeria Reale e al museo civico), Pavia, Milano e Bologna in compagnia dell'amico fraterno Alfred Darcel, futuro direttore del musée de Cluny, Bazilevskij ha una particolare passione per la capitale toscana . Fin dal 1859 Ol'ga è iscritta regolarmente alla biblioteca del gabinetto Viesseux e il marito frequenta nei quattro anni successivi il Jockey club, nato come circolo per le corse di cavalli e divenuto celebre per il grande ballo di carnevale organizzato a febbraio .
Bazilevskij si stabilisce infine a Parigi, città alla quale rimane legato per tutta la vita e dove già dalla metà degli anni Cinquanta vive il padre. Dimora inizialmente al 25 di rue du Fauburg Saint-Honoré ma ben presto si fa costruire sull'avenue du Trocadéro un lussuoso palazzo, noto poi come Hôtel Basilewsky. Nella più discreta abitazione di rue Blanche n. 49, dove si trasferisce nel 1870, dà forma all'interesse per l'arte coltivato sin da giovane: allestisce una vera e propria casa-museo e vi espone la collezione che sta plasmando da circa un decennio .

## La collezione Bazilevskij

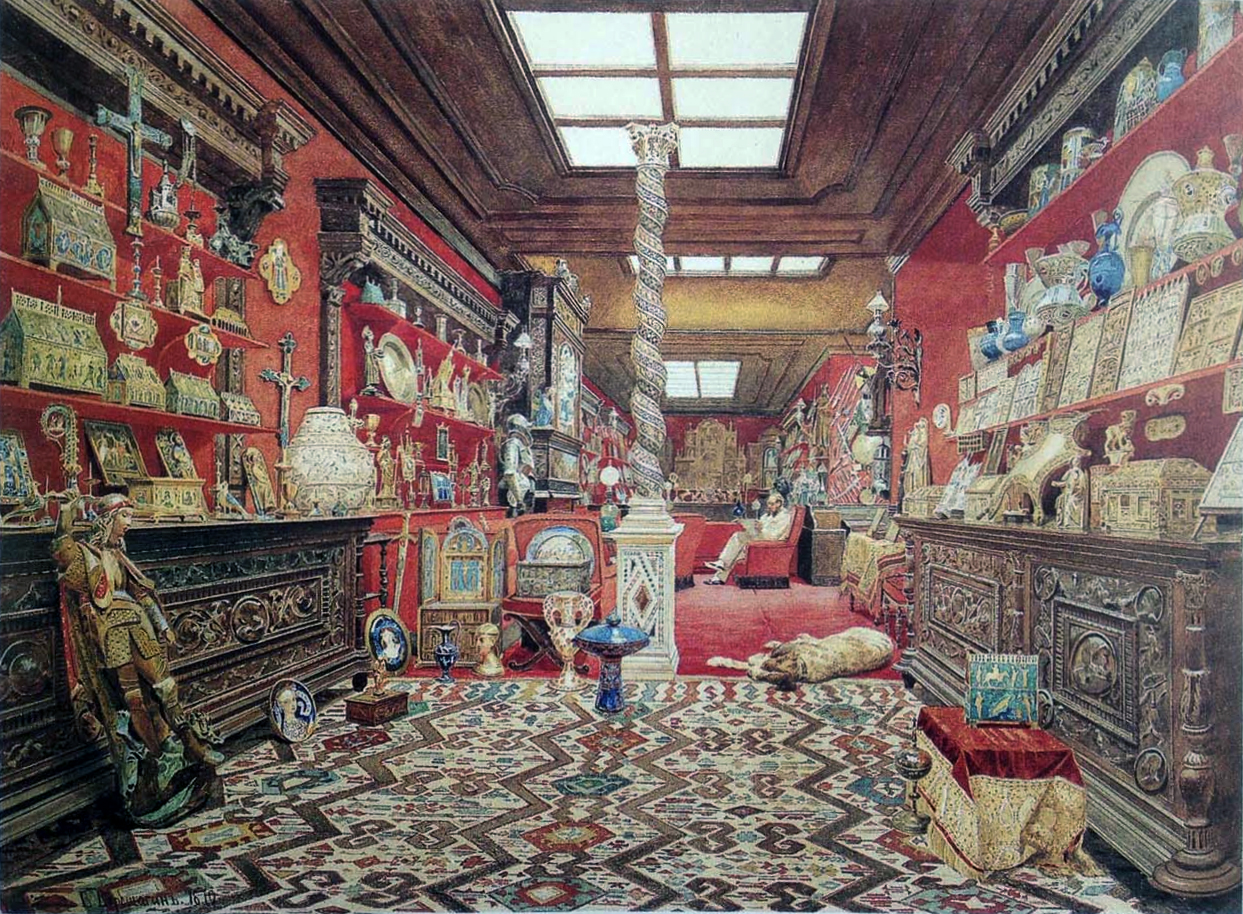

La vicenda collezionistica che lo porta in breve tempo a essere conosciuto nel milieu parigino come "le roi des collectionneurs" (il re dei collezionisti) deve avviarsi nel giugno 1860, con la partecipazione all'asta della collezione di Louis Fould. Ne ricava una dozzina di oggetti, tra cui un trittico con placchette duecentesche in smalto di Limoges e una cassetta reliquiario con la Natività e la Fuga in Egitto, del medesimo ambito .
Alla vendita del suo amico principe Pëtr Dmitrievič Saltykov si aggiudica quindici oggetti, tra i quali spicca un prezioso reliquiario a forma di edificio dell'inizio del tredicesimo secolo, di manifattura reno-mosana. È chiaro fin da questi esordi che Bazilevskij rivolge il suo più appassionato interesse all'arte cristiana dell'Europa medievale e alle arti applicate del Rinascimento italiano (compra inizialmente maioliche di Gubbio e Deruta) . In questi anni partecipa inoltre con entusiasmo all'Esposizione universale di Parigi, convinto che il modello dell'arte antica debba dirigere il progresso dell'artigianato e dell'industria nascente .
Con il passaggio alla dipendenza del ministero per gli orfanotrofi, Bazilevskij ha più tempo per dedicarsi al collezionismo . Alle aste delle collezioni di Emanuele d'Azeglio (1868) e dei Bouvier di Amiens (1873) acquista rispettivamente la coppia di candelieri con emblemi di Guidobaldo II, duca di Urbino, e la cassetta-reliquiario con storie di santa Valeria .
Nel frattempo l'esperto collezionista si separa da quegli oggetti che non ritiene coerenti con l'insieme della sua raccolta, come porcellane cinesi e giapponesi, armi e armature europee. In quest'ottica si spiega la cessione di un centinaio di dipinti su tela, come Il bacio di Giuda di Caravaggio (oggi al museo di belle arti di Odessa), offerto al granduca Vladimir Aleksandrovič. Si ottiene in tal modo una collezione ordinata, come emerge dal catalogo compilato a quattro mani con Darcel . 
A capolavori come il secchiello liturgico realizzato a Milano in occasione della visita dell'imperatore Ottone II (oggi al Victoria and Albert Museum), si aggiungono negli anni Settanta oggetti di enorme pregio. Il cosiddetto vaso Fortuny, proveniente dalla chiesa di Salar, presso Granada, costa a Bazilevskij 150.000 franchi, mentre la grande croce dal monastero di san Trudperto (vicino a Friburgo) viene acquistata direttamente dall'abate per 45.000 franchi .
Nel 1884 avviene un colpo di scena: l'intera collezione viene venduta allo zar Alessandro III per 5,5 milioni di franchi e trasferita l'anno successivo a San Pietroburgo, nel palazzo del vecchio Ermitage . Si ignorano del tutto le ragioni della vendita .
Le vicende successive della collezione hanno provocato la dispersione di molti degli oggetti che la componevano . A partire dagli anni Ottanta del ventesimo secolo tuttavia, con il rinnovato interesse per la storia del collezionismo, si sono avviate le ricerche sulla figura di Bazilevskij, che hanno condotto a una riconsiderazione del suo valore nella tradizione degli studi storico-artistici . L'Italia partecipa attivamente con l'esposizione del 2013, tenutasi a Torino nel Museo civico d'arte antica - Palazzo Madama, ed intitolata Il collezionista di meraviglie. L'Ermitage di Basilewsky.